# Springhill (Île-du-Prince-Édouard)
Springhill est une communauté dans le comté de Prince sur l'Île-du-Prince-Édouard, au Canada, au sud-est de O'Leary.